# Leniec nad Wierzycą
Leniec nad Wierzycą este o arie protejată (arie specială de conservare — SAC, sit de importanță comunitară — SCI) din Polonia întinsă pe o suprafață de 24,96 ha, integral pe uscat.

## Localizare
Centrul sitului Leniec nad Wierzycą este situat la coordonatele 54°06′15″N 17°59′43″E / 54.1041°N 17.9952°E.

## Înființare
Situl Leniec nad Wierzycą a fost declarat sit de importanță comunitară în octombrie 2009 pentru a proteja 1 specie de plante. Situl a fost protejat și ca arie specială de conservare în februarie 2017.

## Biodiversitate
Situată în ecoregiunea continentală, aria protejată conține 3 habitate naturale: Fânețe de joasă altitudine (Alopecurus pratensis, Sanguisorba officinalis), Mlaștini turboase de tranziție și turbării mișcătoare, Păduri de stejar sau de stejar și carpen sub-atlantice și medio-europene de Carpinion betuli.
La baza desemnării sitului se află o specie protejată de  plante: Thesium ebracteatum.